# Porto di Malamocco
Il porto di Malamocco o bocca di porto di Malamocco (come è chiamato in loco) è l'accesso centrale alla laguna di Venezia, a sud di quello di Lido-San Nicolò e a nord di quello di Chioggia.
È situato tra le isole del Lido e di Pellestrina e comunica direttamente attraverso il canale dei Petroli con Porto Marghera, sede delle banchine industriali (container, prodotti chimici e prodotti petroliferi) del porto di Venezia.
Il porto, che deve il suo nome alla vicina Malamocco, è attualmente protetto da due lunghe dighe foranee, ma sono in corso massicci lavori nell'ambito del progetto MOSE; nello specifico, il MOSE a Malamocco ha anche creato una terza diga in mare aperto, e una conca di navigazione per consentire i transiti di imbarcazioni di dimensioni consistenti - esclusivamente verso Porto Marghera - anche quando saranno in funzione gli sbarramenti contro le acque alte.

## Caratteristiche del porto
| Scheda                 | Scheda |
| ---------------------- | --- |
| Coordinate:            | 45° 19' 60" N, 12° 20' 10" E coordinate |
| Tipo:                  | porto-canale |
| Fondale:               | 12 m (canali portuali) |
| Fari e fanali::        | - 4132 (E 2464) - faro a lampi bianchi, grp. 3, periodo 12 sec., portata 16 miglia - 4138 (E 2466) - fanale a lampi verdi, periodo 5 sec., portata 8 miglia sulla testata della diga nord - 4140 (E 2467) - fanale a lampi rossi, periodo 5 sec., portata 8 miglia sulla testata della diga sud                                                                         |
| Pericoli e avvertenze: | Presenza di bassi fondali ai lati dei canali navigabili e nebbie fitte invernali. I canali lagunari non portuali, segnalati da bricole che da qui si dipartono, non sono generalmente forniti di segnalamenti luminosi: difficoltoso l'accesso nelle ore notturne. Il canale navigabile è periodicamente attraversato da un servizio traghetto di linea su motozattera. |
| Venti prevalenti:      | bora e scirocco. |